# Шейх Хасіна
Шейх Гасіна Вазед (нар. 28 березня 1947) — бангладеська політична діячка, прем'єр-міністерка Бангладеш у 1996–2001, та у 2009—2024 роках. Перемагала на виборах 2008, 2014, 2018 та 2024 років. Лідер партії «Авамі Ліг».

## Ранні роки
Народилась в окрузі Гопалгонж. Дочка Муджибура Рахмана, першого глави незалежного Бангладеш (у 1971–1975 роках), якого в країні йменують «батьком нації». 1969 року брала участь у студентських заворушеннях в столиці. 1971 року, під час війни за незалежність Бангладеш, була заарештована пакистанською окупаційною армією. 15 серпня 1975 року під час воєнного перевороту Муджибура Рахмана та близько 20 членів його родини було вбито змовниками; Гасіна у цей час перебувала у ФРН, з усієї родини вціліли тільки вона та її сестра, яка також була відсутньою в Бангладеш під час перевороту. 1981 року, ще будучи за кордоном, була обрана главою Авамі Ліг — партії, яку колись очолював її батько. Того ж року вона повернулась до Бангладеш. Перебувала у жорсткій опозиції до режиму Ершада, який спочатку виступав як військовий адміністратор, а потім як президент країни, організовувала масові акції протесту проти його правління, неодноразово опинялась під арештом. 1991 року, після усунення Ершада від влади й відновлення демократичної системи управління, Авамі Ліг під її керівництвом програла парламентські вибори Націоналістичній партії (НПБ), яку очолювала Халеда Зіа. Вибори 1991 року багато в чому визначили характер політичного життя у 1990-их роках і подальша боротьба за владу розгорнулась між цими двома політичними силами.

## Прем'єр-міністр у 1996—2001 роках
У березні 1996 року Гасіна бойкотувала чергові вибори, змусивши Халеду Зіа сформувати перехідний уряд та оголосити повторні вибори, на яких перша здобула перемогу. Стала першим прем'єр-міністром Бангладеш, яка відпрацювала повний п'ятирічний термін. За роки її правління покращились відносини з Індією, було підписано угоду про розділ вод Ганга. Економічне зростання за часів урядування Гасіни Вазед уповільнилось, до того ж повені неодноразово завдавали країні величезних збитків. 1999 року Націоналістична партія Бангладеш ініціювала загальний політичний страйк з метою відставки Гасіни, однак вона категорично відмовилась піти достроково.

## Діяльність в опозиції 2001—2008
Підготовка до виборів 2001 року проходила у напруженій обстановці, в результаті терактів загинуло понад сто чоловік. Після нищівної поразки на виборах Шейх Гасіна звинуватила НПБ у фальсифікаціях, але все ж пішла у відставку. 2004 року під час промови Шейх Гасіни у столиці на неї було скоєно замах, в результаті якого загинуло 19 чоловік, сама вона зазнала тільки легких поранень. НПБ категорично відкинула звинувачення в організації теракту. За умов надзвичайного стану, запровадженого військовими перед виборами 2007 року, Гасіну Вазед було заарештовано, проте у червні 2008 року вона змогла залишити країну та виїхати до США.

## Повернення до влади
У листопаді 2008 року Гасіна Вазед повернулась до країни, щоб очолити свою партію на нових парламентських виборах, які було призначено на 29 грудня 2008 року. Відповідно до результатів виборів Авамі Ліг здобула більш ніж переконливу перемогу та сформувала уряд країни. Гасіна стала до виконання обов'язків прем'єр-міністра 6 січня 2009 року.

## Сім'я
Шейх Гасіна народилась в сім'ї Муджибура Рахмана, першого президента Бангладеш, і Фазілотуннеси Муджиб. Її батьків, трьох братів та інших родичів вбили під час військового перевороту 15 серпня 1975 року. 
Прізвище Вазед отримала від чоловіка — Міага Вазеда (1942—2009), фізика-ядерника, з яким одружилася у 1968 році. 
Син Саджиб Вазед 1971 року народження — консультант з інформаційно-комунікаційних технологій і активіст Авамі Ліги. Разом з жінкою Крістін і донькою мешкають в Фолс-Черч (Вірджинія, США).
Дочка Саіма Вазед Путул — психолог, організатор допомоги дітям з аутизмом . Мешкає в Торонто (Канада). Чоловік Путул — Кхандкер Масрур Хоссейн Міту — син бангладеського міністра місцевого самоврядування, розвитку сільської місцевості та кооперативів Хандкера Мошарафа Госсейна 
Племінниця Гасіни — Туліп Сіддік — британський політик-лейборист.  Її обрали до палати громад на виборах у 2015 році.